# Bayern-Rundfahrt
Bayern-Rundfahrt, Bayern runt, var ett tyskt etapplopp i landsvägscykling avhållet i Bayern, vanligen i maj,, som började som ett veteranlopp 1980 för deltagare över 35 år, men 1989 gjordes det om till ett öppet lopp för såväl amatörer som professionella. När UCI Europe Tour skapades 2005 inkluderades loppet i denna och klassificerades som 2.HC. 2016 ställdes loppet in på grund av problem med finansieringen, liksom det följande året och det har inte avhållits igen sedan dess. Antalet etapper och antalet dagar har varierat under åren, men från 2005 kördes fem etapper (varav en ett individuellt tempolopp), dessförinnan varierande från sex till åtta etapper på fem till åtta dagar.
Utöver kampen om totalseger (och den gula ledartröjan) och etappsegrar fanns det, liksom i de flesta andra etapplopp, även en poängtävling (blå tröja), en bergspristävling (vit tröja med gula prickar), en undomstävling (vit tröja) och en lagtävling, samt ett pris till den mest aktive cyklisten ("Wertung aktivste Fahrer" - fick en orange nummerlapp) på varje etapp.
Flest totalsegrar, tre stycken var, har Jens Voigt och Michael Rich. Flest etappsegrar, 18 stycken, har Erik Zabel.

## Podieplaceringar sedan 1989
| År   | Vinnare               | Tvåa                 | Trea               |
| ---- | --------------------- | -------------------- | ------------------ |
| 1989 | Kai Hundertmarck      | Koen Van Rooy        | Hans Knauer        |
| 1990 | Jörg Paffrath         | Luboš Lom            | Eddy Seigneur      |
| 1991 | Brian Walton          | Lutz Lehmann         | Thomas Fleischer   |
| 1992 | Jacques Jolidon       | Willy Willems        | Dirk Schiffner     |
| 1993 | Alexander Kastenhuber | Jens Zemke           | Daniel Lanz        |
| 1994 | Pavel Padrnos         | Jimmi Madsen         | Thomas Liese       |
| 1995 | Timo Scholz           | Volker Ordowski      | Arnaud August      |
| 1996 | Uwe Peschel           | Michael Rich         | Andreas Walzer     |
| 1997 | Christian Henn        | Bert Dietz           | Arnaud Prétot      |
| 1998 | Steffen Kjærgaard     | Axel Merckx          | Daniel Atienza     |
| 1999 | Rolf Aldag            | Svein Gaute Hølestøl | Torsten Schmidt    |
| 2000 | Jens Voigt            | Michael Rich         | Tobias Steinhauser |
| 2001 | Jens Voigt            | Rolf Aldag           | Artour Babaitsev   |
| 2002 | Michael Rich          | Jens Voigt           | Jurij Krivtsov     |
| 2003 | Michael Rich          | Patrik Sinkewitz     | Thomas Liese       |
| 2004 | Jens Voigt            | Andreas Klöden       | Tomasz Brożyna     |
| 2005 | Michael Rich          | Alekszandr Vinokurov | Linus Gerdemann    |
| 2006 | José Alberto Martínez | Beat Zberg           | Luke Roberts       |
| 2007 | Stefan Schumacher     | Bert Grabsch         | Jens Voigt         |
| 2008 | Christian Knees       | Andreas Dietziker    | Niki Terpstra      |
| 2009 | Linus Gerdemann       | Maxime Monfort       | David Le Lay       |
| 2010 | Maxime Monfort        | Adriano Malori       | Simon Špilak       |
| 2011 | Geraint Thomas        | Nicki Sørensen       | Michael Albasini   |
| 2012 | Michael Rogers        | Jérôme Coppel        | Vladimir Gusev     |
| 2013 | Adriano Malori        | Geraint Thomas       | Jan Bárta          |
| 2014 | Geraint Thomas        | Mathias Frank        | Vasil Kiryjenka    |
| 2015 | Alex Dowsett          | Tiago Machado        | Jan Bárta          |